# Straža pri Moravčah
Straža pri Moravčah – wieś w Słowenii, w gminie Moravče. W 2018 roku liczyła 45 mieszkańców.